# Johann Christian Felix Bähr
Johann Kristian Felix Bähr, född den 13 juni 1798 i Darmstadt, död den 29 november 1872 i Heidelberg, var en tysk filolog och professor.
Bähr studerade vid universitetet i Heidelberg, där han också blev professor i klassisk filologi 1823, chefsbibliotekarie 1832 och senare ledare för det filologiska seminariet.
Hans främsta arbeten är Geschichte der römischen literatur (1828; 4:e upplagan 1868-1870), Die christlichen dichter und geschichtschreiber Roms (1836; 2:a upplagan 1872), Geschichte der römischen litteratur im karolingischen zeitalter (1840) samt värdefulla upplagor av Plutarchos och Herodotos. Han medverkade i tidskriften Heidelberger jahrbücher, vars redaktör han var från 1847 till sin död.